# 福建省职工联合会旧址
25°50′14″N 116°21′26″E / 25.83722°N 116.35722°E
福建省职工联合会旧址位于中国福建省长汀县汀州镇水东大街204号，原系张家祠堂。1929年3月中国工农红军第四军进入长汀后，将福建省职工联合会（福建省总工会）设于此处，刘少奇在这里住宿、办公。1988年作为长汀革命旧址之一被列为第三批全国重点文物保护单位。
- 大门
- 大门及文保碑
- 内部，现作为剧场使用